# Louis Darragon
Pour l’article ayant un titre homophone, voir Louis d'Aragon.
Pour les articles homonymes, voir Darragon.
Louis Darragon, né le 6 février 1883 à Vichy, mort le 28 avril 1918 au Vélodrome d'hiver, dans le 15e arrondissement de Paris, des suites d'un accident de course, est un coureur cycliste stayer français, spécialiste du demi-fond.

## Biographie

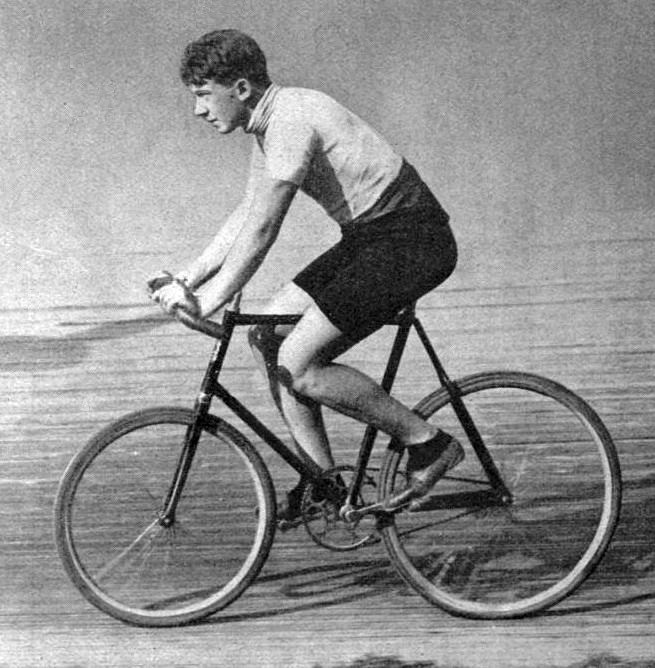
En octobre 1904, Louis Darragon bat le record du monde de l'heure derrière une moto sur piste (87,859 kilomètres parcourus).

Né à Vichy, rue du Marché (aujourd'hui rue de l'hôtel des Postes), fils de Pierre Darragon, boulanger et de Marie Darragon (née Henrion). Louis Darragon découvre le cyclisme vers l’âge de dix-sept ans et domine rapidement les compétitions régionales et un an plus tard, monte à Paris et remporte ses premières victoires nationales. En 1901, il participe aux courses de six jours aux États-Unis. Il court des matches contre Walthour, Sérès et Guignard.
En 1904, il bat le record du monde de l'heure derrière une moto sur piste, en parcourant 87,859 kilomètres.
Le 19 décembre 1905 dans le 13ème arrondissement de Paris, Louis Darragon prend pour épouse Mademoiselle Reine Bonnetain, née le 15 mai 1880 à Massy (91), corsetière et demeurant ''60 Rue de Clisson'' à Paris 13ème (acte de mariage n° 1333).
Il est deux fois la même année champion du monde et champion de France, en 1906 et 1907.
Engagé volontaire dès la déclaration de la Première Guerre mondiale, il est automobiliste, puis il est réformé en 1917, à cause d'une fracture au bras. Il se remet aussitôt au cyclisme, managé par André Trialoux. Le 28 avril 1918, sous les yeux de son épouse spectatrice, lors du « Grand Prix de l'Heure », course derrière grosses moto, organisée au Vélodrome d'Hiver, il chute violemment alors qu'il roule à 75 km/h, à la suite d'une rupture de l'axe d'une pédale. Souffrant d'une fracture du crâne, il meurt à l'infirmerie du vélodrome à 35 ans,. Louis Darragon est inhumé au cimetière parisien de Bagneux (92) avec son épouse Reine.

## Palmarès

### Championnats du monde
- Genève 1906
  -  Champion du monde de demi-fond

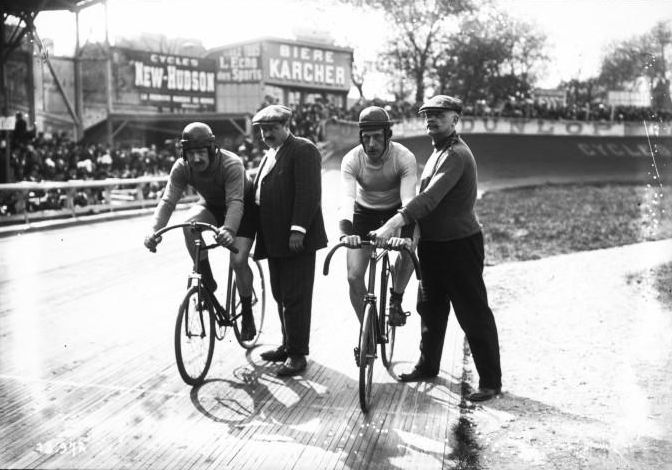
Match Parent-Darragon, le 7 mai 1911 au Vélodrome Buffalo.

- Paris 1907
  -  Champion du monde de demi-fond[4]
- Copenhague 1909
  -  Médaillé d'argent du demi-fond

- Rome 1911
  -  Médaillé d'argent du demi-fond

### Championnats d'Europe
- 1905
  -  Médaillé de bronze du demi-fond

### Championnats de France
- 1906
  -  Champion de France de demi-fond
- 1907
  -  Champion de France de demi-fond
- 1909
  - 2e du demi-fond
- 1910
  - 2e du demi-fond
- 1911
  -  Champion de France de demi-fond
- 1912
  - 2e du demi-fond

### Autres
- Vitesse: tournois de Cannes, Clermont-Ferrand, Menton, Nancy et Nice en 1902
- Demi-fond : Cent Miles à Paris 1908
  - Erstes Steglitzer Dauerrennen (première course de demi-fond de Steglitz) 1905
  - Goldenes Rad der (Roue d'Or du) Vogtei, Plauen 1906
  - Goldenes Rad von (Roue d'Or de) Zehlendorf 1905
  - Petite Roue de Steglitz 1906
  - Grand Prix de Boulogne 1913
  - Grand Prix Karel Verbist à Anvers 1911
  - 100 km de Dresde 1905
  - Prix Charles Terront à Paris 1908
  - Prix Harry Elkes à Paris (Vel d'Hiv) 1908-1913
  - Prix Major Taylor à Paris 1913
  - Prix Frank Shorland à Paris 1910
  - Roue d'Or de Paris 1907-1908-1912
  - Silberne Pferd von Hannover (Cheval d'Argent de Hanovre) 1906
  - Grand Prix de France 1913/2°
  - Grand Prix d'Allemagne 1909/2°
  - Grand Prix 'Anvers 1909/3°
  - Grand Prix des Nations 1909/2°
  - Roue d’Or de Paris 1909/2°-1910/2°-1911/2°-1912/2°-1914/2°
- Record de l'heure demi-fond: 87,859 km (le 14 novembre 1904)

## Hommage
Lors de son inauguration, le stade municipal de Vichy alors stade vélodrome (aujourd'hui un stade de rugby) est nommé d'après lui (1932). Une rue de la ville porte également son nom depuis 1926